# 莫恩斯·吕霍
莫恩斯·吕霍（丹麥語：Mogens Lüchow，1918年5月13日—1989年3月20日），丹麦男子击剑运动员。他曾获得1950年世界击剑锦标赛男子重剑个人冠军。他也参加了1948年和1952年夏季奥运会。